# Праздник непослушания
«Праздник Непослушания» — «повесть-сказка для детей и родителей» советского писателя Сергея Михалкова, рассказывающая о том, как в одном городе все родители временно оставили своих непослушных детей одних и что из этого вышло. Впервые повесть была опубликована в 1971 году в декабрьском номере журнала «Новый мир». Впоследствии она многократно переиздавалась, переводилась на иностранные языки, по ней сняты мультфильм и художественный фильм, а по пьесе на основе повести поставлены спектакли.

## История
Сергей Михалков вспоминал, что название «заветной сказки» и «первая фраза, которую я так мучительно искал столько лет», возникли у него во время отпуска в Карловых Варах. Затем, переехав в Дом творчества болгарских писателей в Варне, он за два месяца завершил работу над первым вариантом сказки.
В 1971 году повесть опубликована в журнале «Новый мир» (№ 12, с. 84—101), в 1972 году в детском журнале «Пионер» (№ 6—7). В том же году она вышла отдельным изданием с иллюстрациями Германа Огородникова. Впоследствии повесть выходила также с рисунками Виктора Чижикова, Георгия Юдина и других.

## Сюжет
Маленький мальчик (он же Малыш), которого мама ставит в угол за непослушание, встречает Бумажного Змея, и тот предлагает ему полететь туда, где маленьких детей не наказывают. Оказывается, в одном городе родители, бабушки и дедушки, устав от бесконечных капризов своих «ужасных детей», сговариваются оставить их одних. Той же ночью все взрослые уходят из города, и утром дети обнаруживают, что предоставлены сами себе.
Школьники бросают портфели во дворе школы и бегут в кондитерскую «Сладкоежка», где объедаются сладостями и мороженым, пока у них не начинает болеть горло. Также дети приносят вёдра с красками и начинают разрисовывать всё вокруг. Один из мальчиков, по прозвищу «Таракан», достаёт папиросы и сигары, и дети принимаются курить, хотя многим от этого сразу становится плохо. Единственным взрослым, случайно оставшимся в городе, оказывается циркач-лилипут Фантик. Он приходит в ужас от увиденного и пытается помогать детям, которые начинают болеть и не могут сами за собой ухаживать.
В это время в город прилетает Малыш на Бумажном Змее и видит, что жизнь без родителей не так хороша, как могло показаться. Отчаявшись, дети просят Бумажного Змея полететь и разыскать их родителей. Он доставляет последним письмо от детей, в котором они просят родителей вернуться и пишут:

Мамы! Папы! Нам без вас —

Всё равно, что вам без нас!

Под руководством Фантика дети наводят порядок в городе и готовятся к торжественной встрече с родителями. Трёхдневный Праздник Непослушания заканчивается, и с возвращением родителей город начинает жить нормальной жизнью. Малыш снова оказывается в своей комнате, куда заходит его мама и говорит, что она прощает его.

## Тематика и влияние
По словам Сергея Михалкова, повесть обращена не только к детям, но и ко взрослым, и его цель «была вовсе не в том, чтобы развеселить маленьких читателей, хотя и это немаловажно»:
Сказка моя должна была нести в себе глубокий педагогический смысл, воспитывая образами и сюжетными коллизиями, но отнюдь не унылой дидактикой, утверждать право общества на разумный порядок, выступать против анархии в любом её проявлении.
Аналогично, в разговоре с Феликсом Медведевым Михалков, отвечая на вопрос «А что вы думаете о понятии границ демократии и гласности?», сказал:
Любая свобода не отрицает порядка. Полная свобода в любом обществе переходит в анархию. Я написал об этом сказку для детей «Праздник непослушания».
Название сказки со временем стало использоваться как устойчивое выражение и вошло в «Словарь современных цитат». Оно широко используется в публицистике, в том числе при обсуждении истории и политики. Так, Александр Хинштейн в своей книге «Как убивают Россию» вспоминает сюжет повести, отмечая, что по тому же принципу («Ах, не хотите слушаться?! Да на здоровье! Посмотрим, как вы тут без нас запоёте!») «российская и советская власть действовала в начале 1990-х» по отношению к бывшим союзным республикам.

## Переводы
В советское время книга была переведена на несколько европейских языков, в том числе на немецкий в ФРГ — под названием «Ура, бастуют родители!».

## Экранизации и постановки
- «Праздник непослушания» (венг. Tótágas) — венгерский детский музыкальный фильм 1976 года по мотивам повести. В советском прокате транслировался в 1981 году в одноголосом закадровом переводе киностудии имени Горького, текст читал Алексей Инжеватов.
- «Праздник непослушания» — советский кукольный мультипликационный фильм с элементами игрового кино, снятый в 1977 году по мотивам пьесы на основе повести.
- «Праздник непослушания» (Россия, 2015) — детский фильм, сюжет которого переносится в наше время и решает актуальную проблему современности — оторвать ребёнка от гаджетов и компьютерных игр.